# Paul A. Rothchild

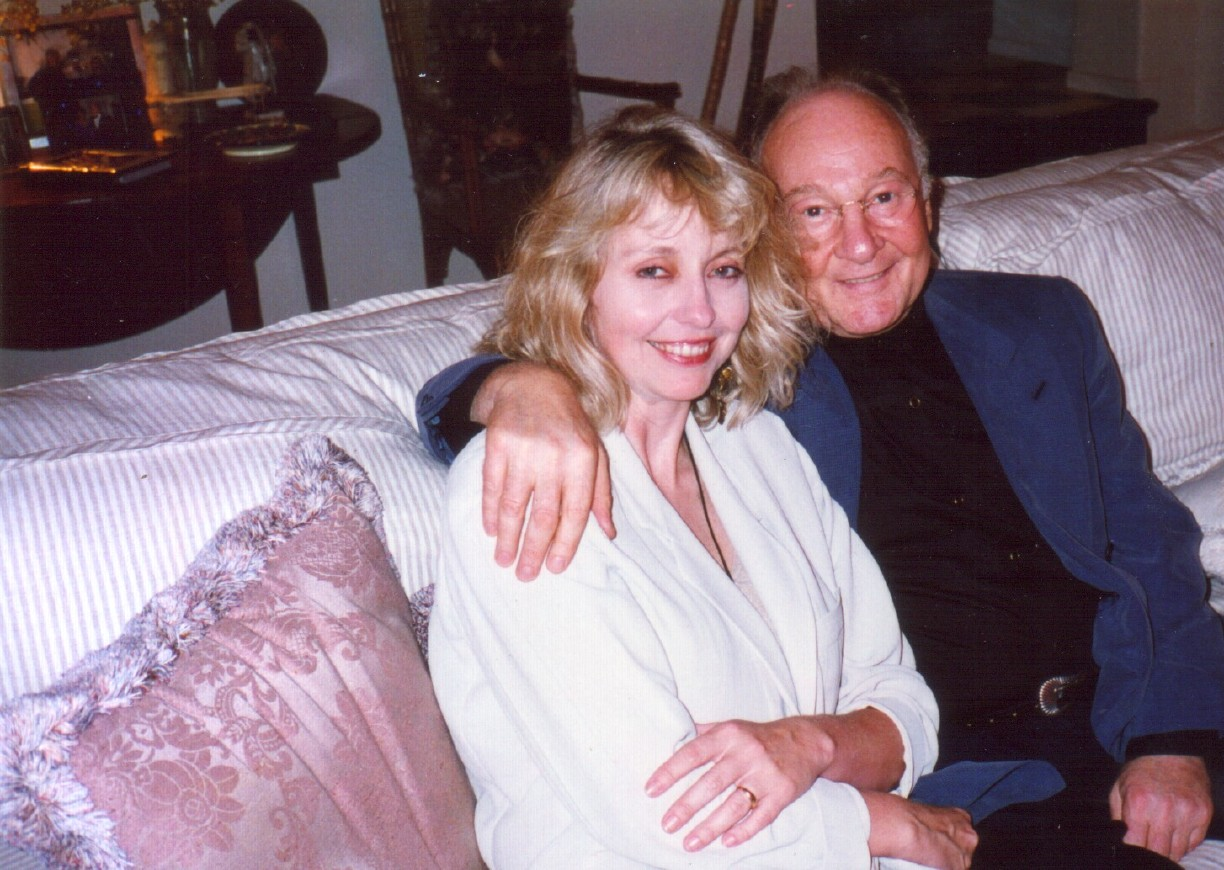
Paul A. Rothchild

Paul Allen Rothchild (* 18. April 1935 in New Jersey; † 30. März 1995 in Los Angeles) war ein US-amerikanischer Musikproduzent der 1960er und 1970er Jahre. 
Rothchilds Karriere begann in der Boston-Folk-Szene. Er arbeitete ab 1963 für das Label Elektra Records. Er ist vor allem bekannt als Produzent der Rockband The Doors. Außerdem produzierte er Platten von Phil Ochs, Tim Buckley, Janis Joplin oder der Paul Butterfield Blues Band. Er arbeitete häufig mit den Musikproduzenten Bruce Botnick, John Haeny und Fritz Richmond zusammen.
Auch im Filmgeschäft war Rothchild tätig. Er produzierte die Soundtracks für The Rose und für Oliver Stones Film The Doors.